# Sátis
Sátis ou Satet, na mitologia egípcia, era considerada a deusa das plantações, o cetro de talo de flor de lótus era característica dessa deusa. Representando a necessidade da afinidade com o ambiente para a realização da criação. Sátis era responsável pela inundação do Nilo (que gerava a fertilidade dos solos no Antigo Egito).